# 夕焼けライブ・ジョイフル45
夕焼けライブ・ジョイフル45（ゆうやけらいぶ・じょいふる45）は、1988年4月1日から1989年4月7日までエフエム香川で放送されていたラジオ番組。

## 概要
開局当時の番組で曜日別に3名の女性パーソナリティが担当した。
平日の自社制作番組で当時の自社の看板的な存在の番組とされ、リスナーからのはがきとリクエストを中心に、最新音楽とゲストトーク、地域ニュース、交通情報などで構成。最初は、各曜日ごとに放送する音楽のジャンルも決まっていた（月曜：ジャズ、フュージョン　火曜：歌謡曲　水曜：イージーリスニング　木曜：ポップス、ロック　金曜：オールリクエスト）。
タイトルはコールサインの「JOYU-FM」の一部と放送時間の45分に由来。
後番組は18時台のJFNC番組『FMヤングスタジオ』の枠を統合し拡大した『JOY-U・CLUB』。

## 放送時間
| 期間                        | 放送時間                    |
| --------------------------- | --------------------------- |
| 1988年4月1日 - 1989年4月7日 | 月曜日 - 金曜日 17:15-18:00 |

## 出演者
- 中井今日子 （月曜日、水曜日）
- 資延由美 （火曜日、金曜日）
- 中村千秋 （木曜日）
※全員当時のFM香川アナウンサー。

## コーナー・タイムテーブル
- 17:15 - オープニング・ニューリリース紹介・ゲストコーナー[3][2]
- 17:30 - 道路交通情報[3]
- 17:35 - リクエストコーナー「夕焼けコンサート」[3][2]
- 17:55 - 経済ニュース[3]